# Max Miedinger
Max Miedinger (ur. 24 grudnia 1910, zm. 8 marca 1980 w Zurychu) – szwajcarski typograf, projektant krojów pism. Zasłynął ze stworzenia kroju Helvetica w 1957 roku.
W latach 1926–1930 Max Miedinger szkolił się jako zecer w Zurychu, po czym uczęszczał na zajęcia w Szkole Rzemiosła Artystycznego w Zurychu.
Później pracował jako typograf w Zurychu, a następnie został doradcą klienta i głównym zarządcą do spraw sprzedaży w odlewni czcionek Haas’sche Schriftgießerei w Münchenstein (nieopodal Bazylei), gdzie zaprojektował Helveticę.

## Zaprojektowane kroje

Krój pisma Helvetica

- Helvetica
- Pro Arte
- Monospace 821
- Miedinger
- Swiss 721
- Swiss 921
- Horizontal